# 西塔拓己

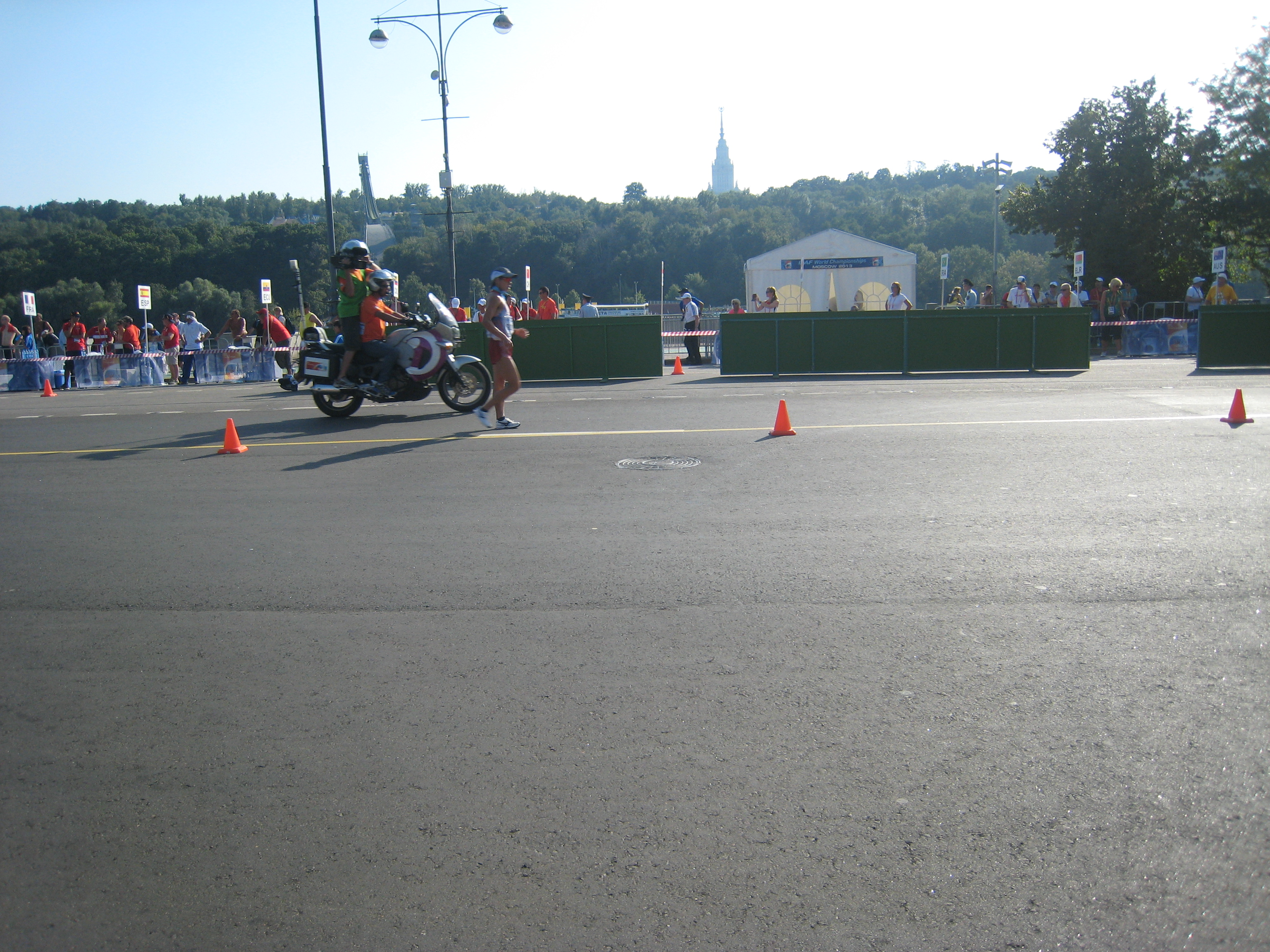
2013年の世界陸上選手権大会で、20km競歩中の西塔。

西塔 拓己（さいとう たくみ、1993年3月23日 -）は、日本の競歩選手である。
広島県安芸郡海田町出身。2012年ロンドンオリンピックに20km競歩で出場し、25位になった。

## 参照資料
1. ↑  “Takumi Saito”.   London 2012. 2012年9月15日閲覧。
2. ↑  “Men's 20km Race Walk Results”.   London 2012. 2012年9月15日閲覧。